# Armeniaca mume
Armeniaca mume là loài thực vật có hoa trong họ Hoa hồng. Loài này được Siebold mô tả khoa học đầu tiên năm 1830.